# Korovaii, Hrebinka
Korovaii (în ucraineană Короваї) este localitatea de reședință a comunei Korovaii din raionul Hrebinka, regiunea Poltava, Ucraina.

## Demografie
Componența lingvistică a localității Korovaii
     Ucraineană (98,36%)
     Rusă (1,64%)
Conform recensământului din 2001, majoritatea populației localității Korovaii era vorbitoare de ucraineană (98,36%), existând în minoritate și vorbitori de rusă (1,64%).